# Tour de Lombardie
Le Tour de Lombardie (en italien : Giro di Lombardia), officiellement nommé Il Lombardia, est une course cycliste italienne créée en 1905. La course est traditionnellement la dernière des cinq classiques « monuments » de la saison et est considérée comme l'une des courses d'un jour les plus prestigieuses du cyclisme sur route. Elle se dispute à l'automne, le plus souvent le troisième week-end d’octobre, ce qui lui vaut le surnom de Classique des feuilles mortes, qu'elle partage avec Paris-Tours. Elle se court sur un parcours difficile, entre les lacs et les montagnes de Lombardie. La montée la plus célèbre de la course est la Madonna del Ghisallo dans le final de la course.
La première édition a lieu en 1905. Depuis sa création, le Tour de Lombardie est la grande classique avec le moins d'interruptions, seules les éditions de 1943 et 1944 ont été annulées en raison de la guerre. En raison de son parcours exigeant, la course est considérée comme une classique pour grimpeurs. L'Italien Fausto Coppi détient le record de succès avec cinq victoires.
Cette classique, autrefois inscrite au calendrier de la Coupe du monde, fait désormais partie de l'UCI World Tour.

## Histoire

### Milan-Milan
Le Tour de Lombardie est créé à la suite d'une idée du journaliste sportif Tullo Morgagni. Morgagni veut donner au coureur milanais Pierino Albini l'occasion de se venger après sa défaite face à Giovanni Cuniolo lors de la « Coppa del Re » (Coupe du Roi). Son journal, La Gazzetta dello Sport, organise une nouvelle course en tant que « revanche » le 12 novembre 1905, intitulée Milan-Milan (Milano-Milano en italien). La course attire de grandes foules le long du parcours et se termine à Milan par la victoire de Giovanni Gerbi, à l'époque une des stars du cyclisme. Il remporte la course 40 minutes devant Giovanni Rossignoli et Luigi Ganna.

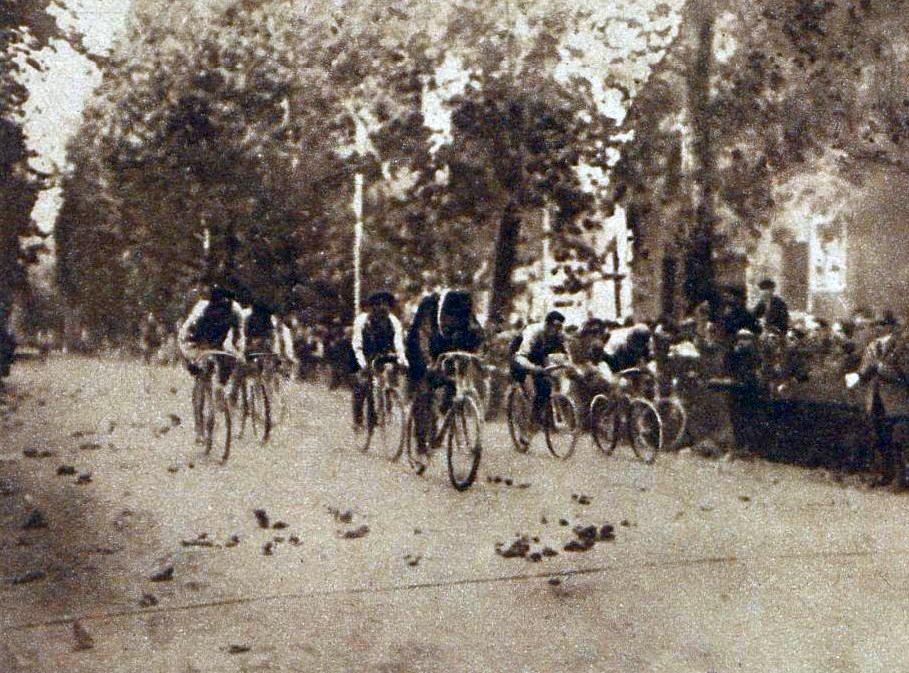
Le Français Henri Pélissier gagne le Tour de Lombardie en 1911 au sprint.

La course est rapidement devenue un événement incontournable en tant que clôture de la saison cycliste italienne et européenne.
Elle connait une seule interruption de deux ans, en 1943 et 1944, à l'occasion du second conflit mondial. Elle a rapidement attiré des coureurs étrangers, et un Français, Gustave Garrigou s'y est imposé dès 1907, l'année où elle est renommée Tour de Lombardie. Après des années pionnières, la course est dominée à tour de rôle par le Français Henri Pélissier et les héros locaux Gaetano Belloni et Costante Girardengo, qui ont tous remporté la course trois fois.

### La course des champions

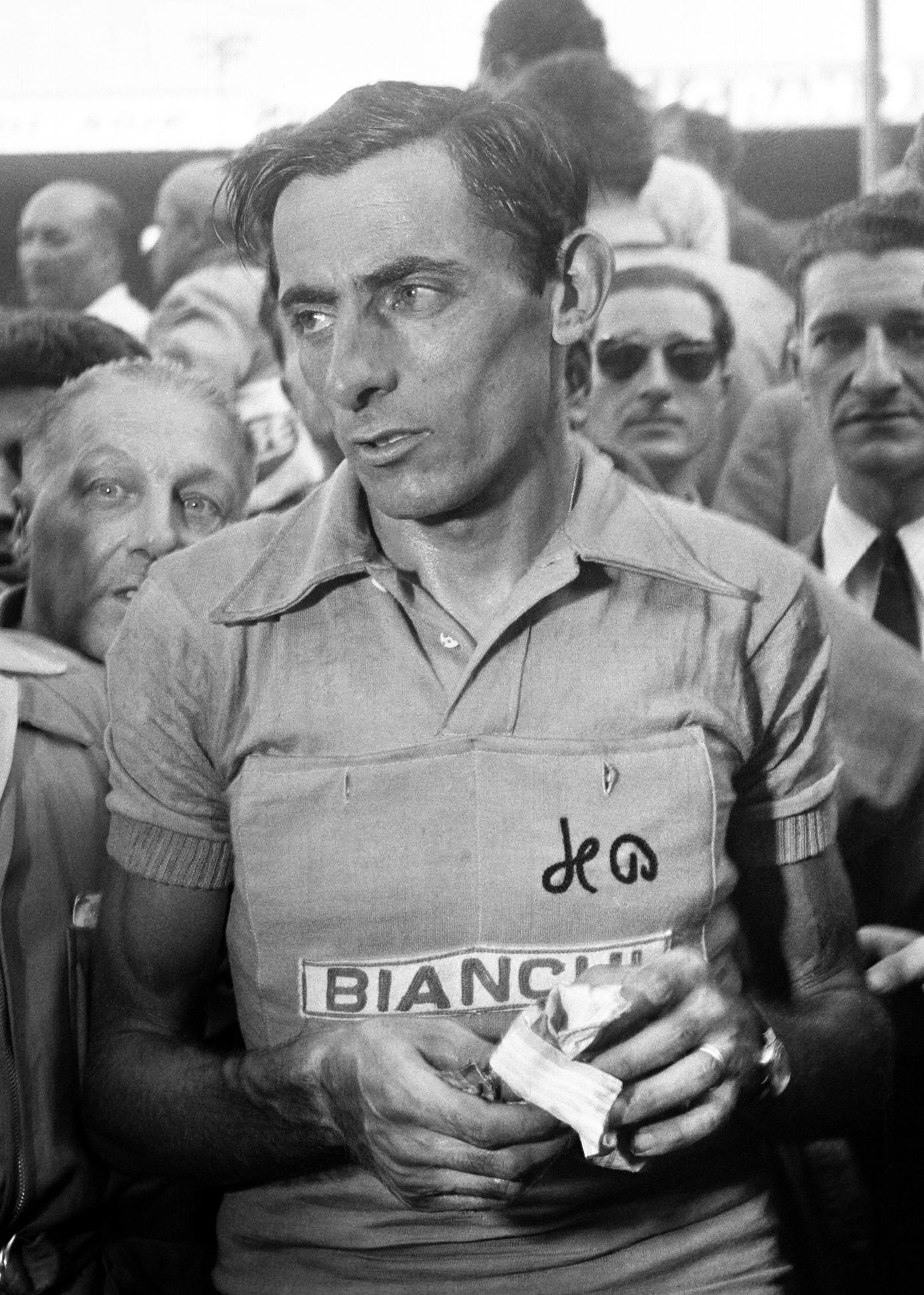
Recordman des victoires, Fausto Coppi a remporté la course à cinq reprises entre 1946 et 1954.

Des années 1930 aux années 1950, Alfredo Binda, Gino Bartali et Fausto Coppi, icônes du cyclisme italien, sont les protagonistes principaux et immortalisent la course avec leurs exploits. Coppi a remporté la course 5 fois (dont 4 victoires consécutives) et Binda 4 fois. Coppi termine en solitaire lors de chacune de ses victoires, avec une stratégie immuable d'attaquer sur la Madonna del Ghisallo et de maintenir son avance jusqu'à l'arrivée à Milan. Gino Bartali obtient un record de 9 podiums (3 victoires, 4 deuxièmes places et 2 troisièmes places).
Elle est restée longtemps l'apanage des Italiens. Ces derniers n'ont ainsi laissé échapper que 6 éditions avant 1950, dont trois remportées par Henri Pélissier, et il fallut attendre la 53e édition pour y voir un podium dépourvu d'italiens.
La course de 1956 reste une bataille particulièrement notable dans l'histoire de la course. À 60 kilomètres de l'arrivée, une échappée se forme avec Fausto Coppi, à la recherche de sa sixième victoire. Le coureur italien Fiorenzo Magni absent de l'échappée, se retrouve plus loin derrière lorsqu'une voiture le double avec Giulia Occhini, la célèbre maîtresse de Coppi, assise à l'arrière. Les deux ne s'entendaient pas et lorsque la voiture le dépasse, Magni la voit se moquer de lui. Enragé, il se lance dans une improbable poursuite et réussit à ramener le peloton sur les échappés dans les derniers kilomètres. Alors que Coppi et lui se disputent la victoire sur le Vélodrome Vigorelli, André Darrigade réalise un sprint resté dans la légende, reléguant ainsi Coppi et Magni aux deuxième et troisième places,.
En 1961, l'arrivée du Tour de Lombardie est déplacée de Milan à Côme et l'identité de la course change fondamentalement. Le classique final plat de l'arrivée à Milan est remplacé par une spectaculaire arrivée au lac de Côme, à seulement six kilomètres du sommet de la dernière ascension. Malgré un retour occasionnel à Milan, la course développe une nouvelle identité, définie par une série de montées difficiles dans un paysage montagneux.
Au fil des ans, la course est dominée principalement par des coureurs italiens. Le Français Henri Pélissier et l'Irlandais Sean Kelly sont les seuls coureurs étrangers à gagner la course trois fois. La légende du cyclisme Eddy Merckx remporte trois victoires consécutives de 1971 à 1973, mais sa dernière victoire est annulée après un contrôle antidopage positif et est attribuée à Felice Gimondi initialement deuxième.
L'édition 1974 donne naissance à une autre anecdote mémorable. Eddy Merckx veut prendre sa revanche, mais son compatriote belge Roger De Vlaeminck attaque tôt dans la course, ce qui pousse Merckx à faire en sorte que son équipe travaille à sa poursuite. De Vlaeminck, qui n'a pas vraiment l'intention de continuer en solitaire, s'arrête et se cache derrière un buisson pour laisser passer le peloton. Il retourne à l'avant du peloton et  demande en plaisantant à un Merckx surpris « Qui sont-ils en train de pourchasser ? ». De Vlaeminck remporte finalement la course devant Merckx.

### Le classique d'automne
Pendant près de 70 ans, la course est baptisée "il Mondiale d'Autunno"  en Italie (le « championnat du monde d'Automne »), le véritable championnat du Monde ayant lieu à la fin de l'été. Il perd ce rôle particulier en 1995 lorsque l'Union cycliste internationale (UCI) révolutionne le calendrier cycliste international et déplace le championnat du monde d'août à octobre, une semaine avant le Tour de Lombardie. Elle reste néanmoins la dernière course importante de la saison européenne, et s'affirme progressivement comme une des courses d'un jour majeures du calendrier.
De 1988 à 2004, le Tour de Lombardie est la dernière étape de la Coupe du monde et est souvent la course décisive de cette compétition. En 1997, Michele Bartoli devait devancer Rolf Sørensen dans la course pour remporter le général de la Coupe du monde 1997. Pendant 30 kilomètres, il effectue seul le travail dans une échappée de quatre coureurs, sacrifiant ses chances de remporter le sprint. L'édition est remportée par le Français Laurent Jalabert, Bartoli terminant quatrième et s'adjugeant la Coupe du monde.
En 2005, elle rejoint le nouveau calendrier ProTour, où elle fait partie des cinq monuments des classiques, avec Paris-Roubaix, le Tour des Flandres, Milan-San Remo et Liège-Bastogne-Liège. À la suite des tensions entre l'UCI et l'organisateur de l'épreuve, la course quitte le ProTour à partir de 2009, et intègre le Calendrier mondial UCI. En 2011, elle intègre l'UCI World Tour.

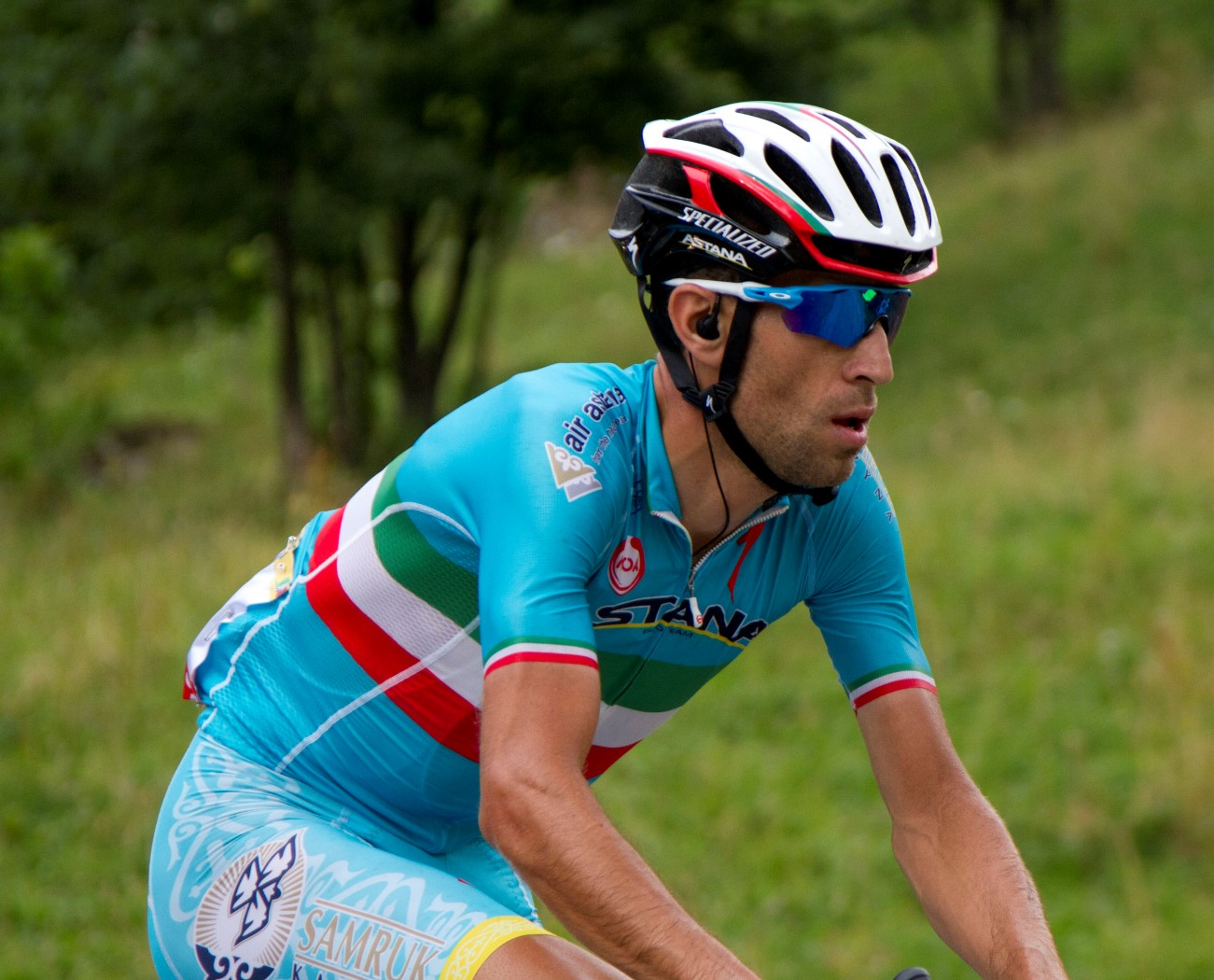
Vincenzo Nibali a remporté le Tour de Lombardie 2015 et 2017.

La course est devenue la plus importante des Classiques d'automne avec Paris-Tours en France, remportée principalement par les sprinteurs ou des baroudeurs. Cependant, au début du 21e siècle, Paris-Tours perd son statut de course du UCI World Tour et le Tour de Lombardie reste la grande classique de l'automne, l'unique classique « Monument » de la fin de l'année. Triple vainqueur entre 2004 et 2008, Damiano Cunego devient le dernier à rejoindre la caste des coureurs à trois victoires.
En 2006, la course célèbre sa 100e édition, remportée par Paolo Bettini, une semaine après être devenu champion du monde. L'édition est particulièrement émouvante car le frère de Bettini est décédé dans un accident de voiture cinq jours seulement avant la course et l'Italien s'est montré ému lorsqu'il a franchi la ligne d'arrivée. Bettini est l'un des sept coureurs à avoir remporté le Tour de Lombardie après être devenu champion du monde plus tôt la même année. Les six autres sont Alfredo Binda, Tom Simpson, Eddy Merckx, Felice Gimondi, Giuseppe Saronni et Oscar Camenzind.
Depuis 2012, le championnat du monde et le Tour de Lombardie sont placés fin septembre ou début octobre selon les années, alors que le nom de la course est officiellement devenu Il Lombardia. La course est désormais la classique par excellence pour permettre aux coureurs de se venger du championnat du monde ou de réaliser une "Double victoire d'automne". Dans les années 2010, Philippe Gilbert, Joaquim Rodríguez et Vincenzo Nibali ont tous remporté la course à deux reprises.
L'édition 2020 a lieu le 15 août en raison de la pandémie de Covid-19,.
En 2024, le Slovène Tadej Pogačar réalise un quadruplé consécutif et historique 75 ans après le quadruplé de Fausto Coppi de 1946 à 1949. Il remporte les éditions 2021 et 2022 dans un sprint à deux et les éditions 2023 et 2024 en solitaire. Il se rapproche à une victoire du record absolu lui aussi détenu par Fausto Coppi la légende aux cinq couronnes sur ce monument.

## Parcours

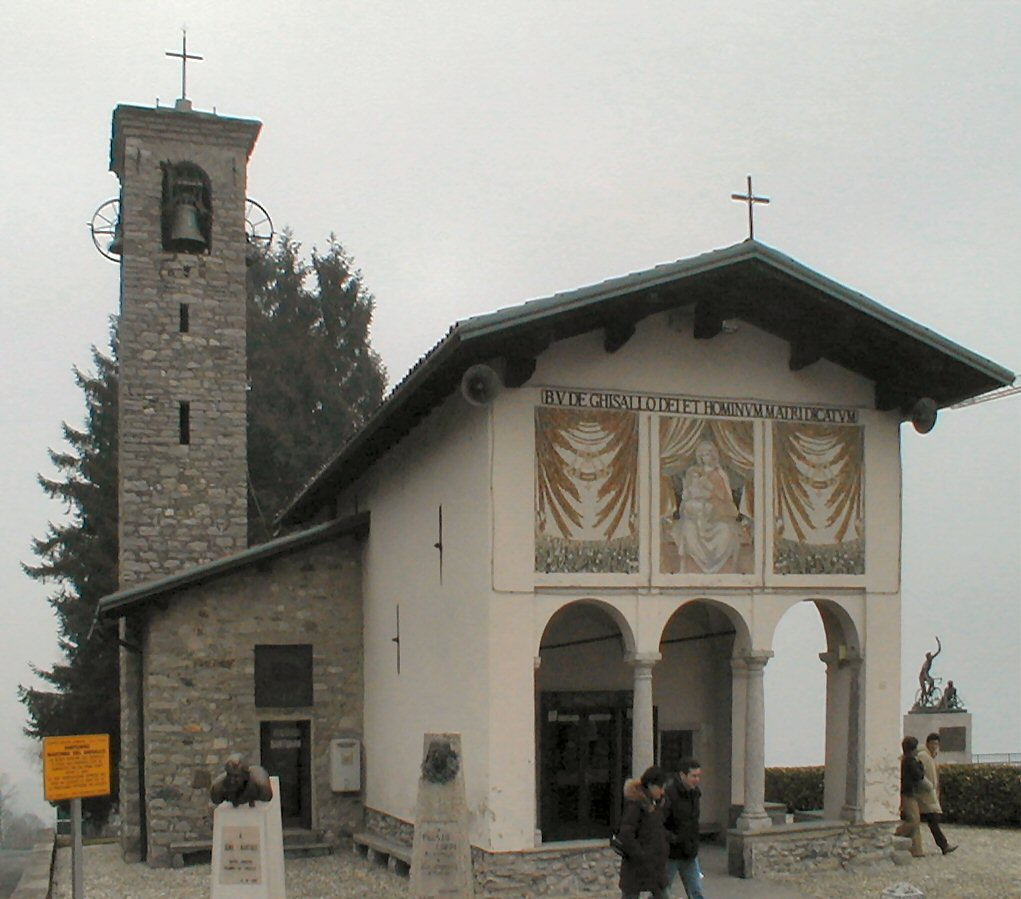
L'église de la "Madonna del Ghisallo".

Comme la plupart des classiques du cyclisme, le parcours se développe au fil des ans et le Tour de Lombardie subit plus de changements que tout autre classique « Monument ». Depuis les années 1960, il se distingue par son parcours vallonné et varié autour du lac de Côme, au nord-est de Milan, avec une arrivée plate dans l'une des villes situées au bord du lac.
Son symbole est l'ascension de la Madonna del Ghisallo, l'un des sanctuaires emblématiques du cyclisme. La montée commence près de Bellagio, au bord du lac de Côme, et se poursuit jusqu'à l'église de la Madonna del Ghisallo (754 mètres), patronne universelle des cyclistes. Au fil des ans, elle est devenue indissociable de la course et du cyclisme en général. C'était l'ascension préférée des grands cyclistes Fausto Coppi et Gino Bartali, qui l'ont rendue immortelle. L'église sert également de musée contenant des objets religieux et liés au cyclisme.
En 1960, le Mur de Sormano, une montée extrêmement difficile de 2 kilomètres arrivant à 1 105 mètres d'altitude, avec une pente de 15,8 %, est gravi pour la première fois par les coureurs, mais il ne reste dans le parcours de la course que pour trois éditions, jusqu'en 1962, année où Ercole Baldini établit le record de l'ascension en 9 min 24 s. Réintroduit par l'organisateur en 2012, ce record a depuis été battu par Joaquim Rodríguez et Romain Bardet lors de l'édition 2012 avec un temps d'un peu moins de 9 minutes.

### Changement de parcours
À l'origine, le Tour de Lombardie est couru de Milan à Milan et, comme de nombreuses classiques du cyclisme, des ascensions sont progressivement introduites sur le parcours, dans le but de rendre la course plus exigeante. En 1961, l'arrivée est déplacée à Côme et le caractère de la course change fondamentalement. La partie longue et plate menant à l'arrivée à Milan est abandonnée ; à sa place, l'arrivée est déplacée en bord de lac, à seulement 6 kilomètres du sommet de la dernière montée. Le parcours subit généralement quelques changements chaque année, parfois une refonte complète, pour être modifiée à nouveau lors de l'édition suivante.

Profil de l'édition 2008

De 1984 à 1989, l'arrivée revient à Milan et en 1990 dans la banlieue de Monza, invitant les attaquants à effectuer des échappées sur de longues distances. De 1995 à 2003, l'arrivée est à Bergame avec le Colle del Gallo (Col Gàl en Bergamasque) comme dernière ascension de la journée. Le Colle del Gallo, avec son sanctuaire de la « Madonna dei ciclisti » au sommet, se révèle souvent décisif.
En 2004, après vingt ans, la ligne d'arrivée fait son retour au bord du lac de Côme, avec la montée courte mais raide de San Fermo della Battaglia juste avant l'arrivée. L'édition 2010 a vu la réintroduction du fameux Mur de Sormano, une ascension spectaculaire avec une pente maximale de 25%, qui remplace le Civiglio après le Ghisallo.
En 2011, le parcours est entièrement renouvelé, avec une première arrivée à Lecco. Le Sormano est de nouveau inclus, mais est grimpé avant le Ghisallo. Après le Ghisallo, une partie plate conduit à la dernière montée de la course : la Villa Vergano à Galbiate. Après la descente, il ne reste que 3 kilomètres jusqu'à l'arrivée à Lecco. L'ascension de 3,4 kilomètres de la Villa Vergano est notamment l'endroit décisif des éditions 2011 et 2012.
En 2014, l'arrivée est déplacée à Bergame. L'organisateur RCS MediaGroup annonce que de 2014 à 2017, l'arrivée du Tour de Lombardie alternerait entre Bergame et Côme. Cette alternance se poursuit encore actuellement.

### Caractéristiques de la course
Le Tour de Lombardie est considéré comme la classique des grimpeurs et l'une des courses les plus difficiles de la saison, en raison de sa longueur (environ 255 km) et de ses ascensions célèbres. Dans l'époque moderne, le parcours comporte généralement cinq ou six montées importantes. La plus connue d'entre elles est la Madonna del Ghisallo, l'un des rares lieux fixes de la course. La montée fait 10,6 kilomètres de long, avec une pente moyenne de 5,2 % et des passages à plus de 10 %.

Profil du Tour de Lombardie 2015.

Parce que le parcours comporte généralement une descente et une partie plate à l'arrivée, les principaux prétendants sont des coureurs dotés d'un large éventail de compétences. En tant que tel, le parcours favorise les grimpeurs avec une bonne pointe de vitesse au sprint et même les spécialistes des grands tours. Le spécialiste du contre-la-montre Tony Rominger remporte le Tour de Lombardie à deux reprises dans les années 90 et le vainqueur du Tour de France, Vincenzo Nibali gagne les éditions 2015 et 2017 après une attaque en descente,. La course est souvent comparée à Liège-Bastogne-Liège, la classique monument qui a lieu en Belgique plus tôt dans l'année. Les deux classiques ont un parcours vallonné similaire et présentent un palmarès similaire depuis les années 1960, mais sont de caractéristiques différentes. Les montées de la Lombardie sont généralement plus longues que celles des Ardennes belges et plus dispersées sur le parcours. Liège-Bastogne-Liège compte une douzaine d'ascensions catégorisées, généralement plus courtes et plus raides, se succédant plus rapidement que dans le Tour de Lombardie.

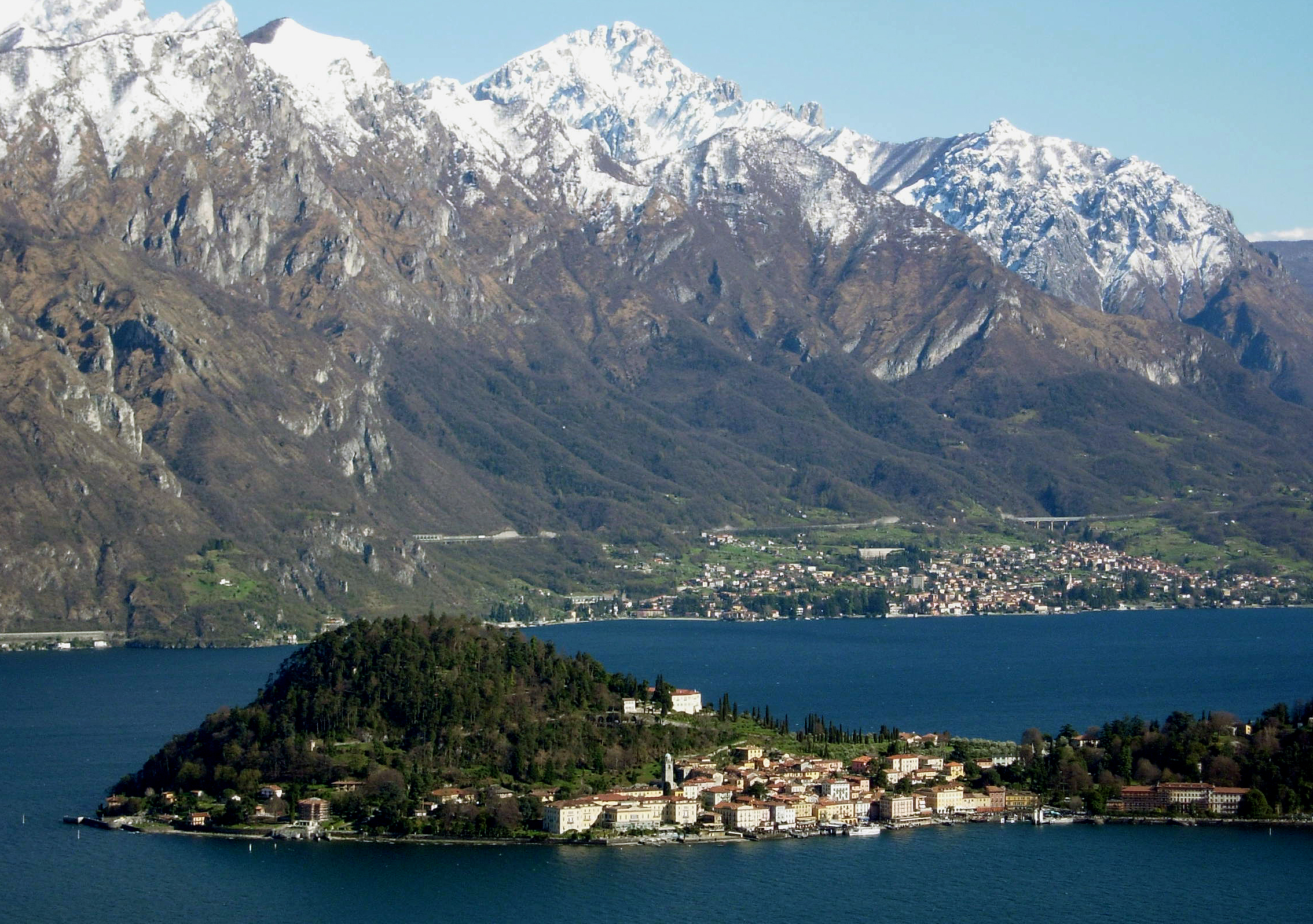
Vue panoramique du lac de Côme avec Bellagio au pied du Ghisallo

En raison de sa position à l'automne comme l'une des dernières classiques de l'année, cette course est communément surnommée la « Classique des feuilles mortes ». Par conséquent, la météo joue à plusieurs reprises un rôle décisif dans la difficulté de la course. Par mauvais temps - assez commun en Lombardie - l'épreuve est souvent une course exténuante où les coureurs les plus forts attaquent bien avant l’arrivée. Les éditions de 2006, 2010 et 2012 ont été exceptionnellement pluvieuses. En 2010, Philippe Gilbert et Michele Scarponi ont attaqué à 40 kilomètres de l'arrivée. Gilbert a distancé Scarponi sur le San Fermo della Battaglia et a remporté la course. En 2012, celui-ci a chuté dans une descente mouillée.
Lorsque les conditions météorologiques sont favorables, les équipes sont en mesure de contrôler la course plus facilement et les attaques décisives arrivent plus tard dans la course. Les jours ensoleillés, les feuilles des arbres dessinent généralement un sentier doré autour de la Lombardie et la couverture télévisée diffuse de nombreuses images aériennes du paysage entourant le lac de Côme. La presse italienne, qui n'hésite jamais à introduire une épithète poétique, a également inventé l'expression « La classique romantique » pour désigner la course.

### Côtes significatives
Un aperçu des ascensions principales traversées par le Tour de Lombardie. Comme le parcours change chaque année, toutes les montées ne sont pas incluses dans la même édition.
| Ascension            | Longueur | % moyen | % max  |
| -------------------- | -------- | ------- | ------ |
| Civiglio             | 5,7 km   | 6,9 %   | 10 %   |
| Colle Brianza        | 4,2 km   | 6,9 %   | 7,5 %  |
| Colma di Sormano     | 9,6 km   | 6,5 %   | 8,4 %  |
| Colle del Gallo      | 6 km     | 6,8 %   | 10,4 % |
| Madonna del Ghisallo | 10,6 km  | 5,2 %   | 11 %   |

| Ascension                 | Longueur | % moyen | % max |
| ------------------------- | -------- | ------- | ----- |
| Mur de Sormano            | 1,7 km   | 16 %    | 27 %  |
| San Fermo della Battaglia | 2,2 km   | 8,2 %   | 8,3 % |
| Valcava                   | 11,8 km  | 8 %     | 12 %  |
| Villa Vergano             | 3,2 km   | 7,4 %   | 15 %  |

### Lieux de départ et d'arrivée
| Année     | Ville de départ | Ville d'arrivée |
| --------- | --------------- | --------------- |
| 1905-1960 | Milan           | Milan           |
| 1961-1984 | Milan           | Côme            |
| 1985-1989 | Côme            | Milan (Dôme)    |
| 1990-1994 | Milan           | Monza           |
| 1995-2001 | Varèse          | Bergame         |
| 2002      | Cantù           | Bergame         |
| 2003      | Côme            | Bergame         |
| 2004-2006 | Mendrisio       | Côme            |
| 2007-2009 | Varèse          | Côme            |
| 2010      | Milan           | Côme            |
| 2011      | Milan           | Lecco           |
| 2012-2013 | Bergame         | Lecco           |
| 2014      | Côme            | Bergame         |
| 2015      | Bergame         | Côme            |
| 2016      | Côme            | Bergame         |
| 2017-2020 | Bergame         | Côme            |
| 2021      | Côme            | Bergame         |
| 2022      | Bergame         | Côme            |
| 2023      | Côme            | Bergame         |
| 2024      | Bergame         | Côme            |

## Palmarès

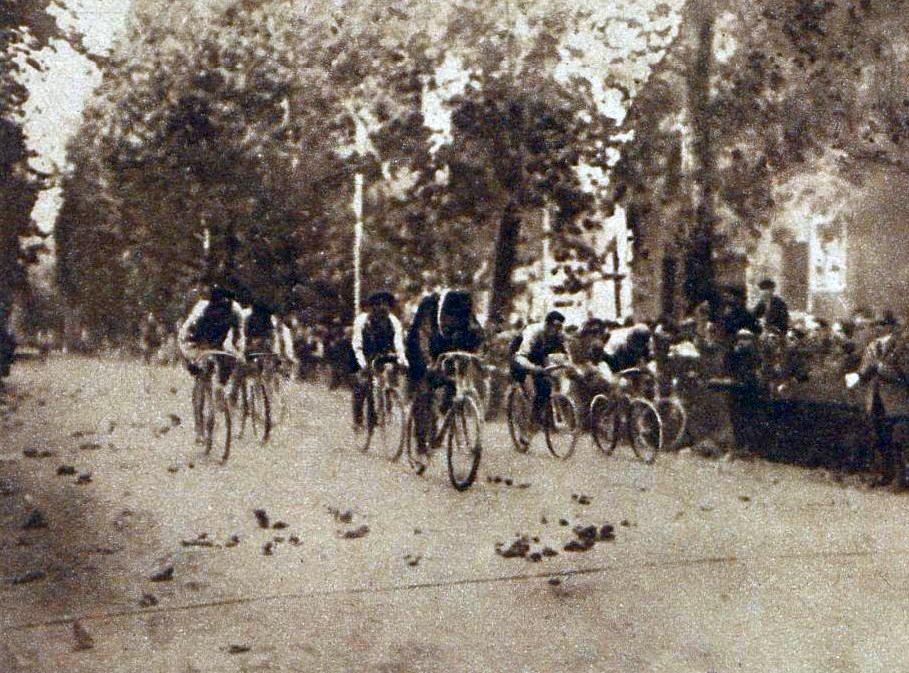
Henri Pélissier, vainqueur au sprint en 1911.

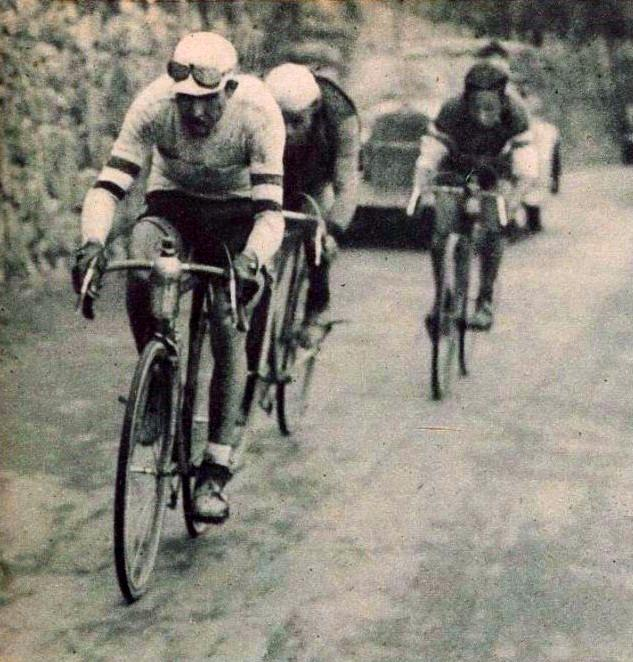
Gino Bartali, vainqueur en novembre 1936.

| Année   | Vainqueur                                      | Deuxième                                       | Troisième                                      |
| ------- | ---------------------------------------------- | ---------------------------------------------- | ---------------------------------------------- |
| 1905    | Giovanni Gerbi                                 | Giovanni Rossignoli                            | Luigi Ganna                                    |
| 1906    | Cesare Brambilla                               | Carlo Galetti                                  | Luigi Ganna                                    |
| 1907    | Gustave Garrigou                               | Ernesto Azzini                                 | Luigi Ganna                                    |
| 1908    | François Faber                                 | Luigi Ganna                                    | Giovanni Gerbi                                 |
| 1909    | Giovanni Cuniolo                               | Omer Beaugendre                                | Louis Trousselier                              |
| 1910    | Giovanni Micheletto                            | Luigi Ganna                                    | Luigi Bailo                                    |
| 1911    | Henri Pélissier                                | Giovanni Micheletto                            | Cyrille Van Hauwaert                           |
| 1912    | Carlo Oriani                                   | Enrico Verde                                   | Maurice Brocco                                 |
| 1913    | Henri Pélissier                                | Maurice Brocco                                 | Marcel Godivier                                |
| 1914    | Lauro Bordin                                   | Giuseppe Azzini                                | Pierino Piacco                                 |
| 1915    | Gaetano Belloni                                | Paride Ferrari                                 | Gaetano Caravaglia                             |
| 1916    | Leopoldo Torricelli                            | Camillo Bertarelli                             | Alfredo Sivocci                                |
| 1917    | Philippe Thys                                  | Henri Pélissier                                | Leopoldo Torricelli                            |
| 1918    | Gaetano Belloni                                | Alfredo Sivocci                                | Carlo Galetti                                  |
| 1919    | Costante Girardengo                            | Gaetano Belloni                                | Heiri Suter                                    |
| 1920    | Henri Pélissier                                | Giovanni Brunero                               | Gaetano Belloni                                |
| 1921    | Costante Girardengo                            | Gaetano Belloni                                | Federico Gay                                   |
| 1922    | Costante Girardengo                            | Giuseppe Azzini                                | Bartolomeo Aimo                                |
| 1923    | Giovanni Brunero                               | Pietro Linari                                  | Federico Gay                                   |
| 1924    | Giovanni Brunero                               | Costante Girardengo                            | Pietro Linari                                  |
| 1925    | Alfredo Binda                                  | Battista Giuntelli                             | Ermanno Vallazza                               |
| 1926    | Alfredo Binda                                  | Antonio Negrini                                | Ermanno Vallazza                               |
| 1927    | Alfredo Binda                                  | Alfonso Piccin                                 | Antonio Negrini                                |
| 1928    | Gaetano Belloni                                | Allegro Grandi                                 | Pietro Fossati                                 |
| 1929    | Pietro Fossati                                 | Adriano Zanaga                                 | Raffaele Di Paco                               |
| 1930    | Michele Mara                                   | Alfredo Binda                                  | Learco Guerra                                  |
| 1931    | Alfredo Binda                                  | Michele Mara                                   | Giovanni Firpo                                 |
| 1932    | Antonio Negrini                                | Domenico Piemontesi                            | Remo Bertoni                                   |
| 1933    | Domenico Piemontesi                            | Luigi Barral                                   | Pietro Rimoldi                                 |
| 1934    | Learco Guerra                                  | Mario Cipriani                                 | Domenico Piemontesi                            |
| 1935    | Enrico Mollo                                   | Aldo Bini                                      | Gino Bartali                                   |
| 1936    | Gino Bartali                                   | Diego Marabelli                                | Luigi Barral                                   |
| 1937    | Aldo Bini                                      | Gino Bartali                                   | Aimone Landi                                   |
| 1938    | Cino Cinelli                                   | Gino Bartali                                   | Osvaldo Bailo                                  |
| 1939    | Gino Bartali                                   | Adolfo Leoni                                   | Salvatore Crippa                               |
| 1940    | Gino Bartali                                   | Osvaldo Bailo                                  | Cino Cinelli                                   |
| 1941    | Mario Ricci                                    | Cino Cinelli                                   | Severino Canavesi                              |
| 1942    | Aldo Bini                                      | Gino Bartali                                   | Quirino Toccaceli                              |
| 1943-44 | Suspendu à cause de la Seconde Guerre mondiale | Suspendu à cause de la Seconde Guerre mondiale | Suspendu à cause de la Seconde Guerre mondiale |
| 1945    | Mario Ricci                                    | Aldo Bini                                      | Gino Bartali                                   |
| 1946    | Fausto Coppi                                   | Luigi Casola                                   | Michele Motta                                  |
| 1947    | Fausto Coppi                                   | Gino Bartali                                   | Italo De Zan                                   |
| 1948    | Fausto Coppi                                   | Adolfo Leoni                                   | Fritz Schaer                                   |
| 1949    | Fausto Coppi                                   | Ferdi Kübler                                   | Nedo Logli                                     |
| 1950    | Renzo Soldani                                  | Antonio Bevilacqua                             | Fausto Coppi                                   |
| 1951    | Louison Bobet                                  | Giuseppe Minardi                               | Fausto Coppi                                   |
| 1952    | Giuseppe Minardi                               | Nino Defilippis                                | Arrigo Padovan                                 |
| 1953    | Bruno Landi                                    | Pino Cerami                                    | Pierre Molineris                               |
| 1954    | Fausto Coppi                                   | Fiorenzo Magni                                 | Mino De Rossi                                  |
| 1955    | Cleto Maule                                    | Fred De Bruyne                                 | Angelo Conterno                                |
| 1956    | André Darrigade                                | Fausto Coppi                                   | Fiorenzo Magni                                 |
| 1957    | Diego Ronchini                                 | Bruno Monti                                    | Aurelio Cestari                                |
| 1958    | Nino Defilippis                                | Miguel Poblet                                  | Michel Van Aerde                               |
| 1959    | Rik Van Looy                                   | Willy Vannitsen                                | Miguel Poblet                                  |
| 1960    | Émile Daems                                    | Diego Ronchini                                 | Marino Fontana                                 |
| 1961    | Vito Taccone                                   | Imerio Massignan                               | Renzo Fontona                                  |
| 1962    | Jo de Roo                                      | Livio Trapè                                    | Alcide Cerato                                  |
| 1963    | Jo de Roo                                      | Adriano Durante                                | Michele Dancelli                               |
| 1964    | Gianni Motta                                   | Carmine Preziosi                               | Jos Hoevenaers                                 |
| 1965    | Tom Simpson                                    | Gerben Karstens                                | Jean Stablinski                                |
| 1966    | Felice Gimondi                                 | Eddy Merckx                                    | Raymond Poulidor                               |
| 1967    | Franco Bitossi                                 | Felice Gimondi                                 | Raymond Poulidor                               |
| 1968    | Herman Van Springel                            | Franco Bitossi                                 | Eddy Merckx                                    |
| 1969    | Jean-Pierre Monseré                            | Herman Van Springel                            | Franco Bitossi                                 |
| 1970    | Franco Bitossi                                 | Felice Gimondi                                 | Gianni Motta                                   |
| 1971    | Eddy Merckx                                    | Franco Bitossi                                 | Frans Verbeeck                                 |
| 1972    | Eddy Merckx                                    | Cyrille Guimard                                | Felice Gimondi                                 |
| 1973    | Felice Gimondi                                 | Roger De Vlaeminck                             | Herman Van Springel                            |
| 1974    | Roger De Vlaeminck                             | Eddy Merckx                                    | Tino Conti                                     |
| 1975    | Francesco Moser                                | Enrico Paolini                                 | Alfredo Chinetti                               |
| 1976    | Roger De Vlaeminck                             | Bernard Thévenet                               | Wladimiro Panizza                              |
| 1977    | Gianbattista Baronchelli                       | Jean-Luc Vandenbroucke                         | Franco Bitossi                                 |
| 1978    | Francesco Moser                                | Bernt Johansson                                | Bernard Hinault                                |
| 1979    | Bernard Hinault                                | Silvano Contini                                | Giovanni Battaglin                             |
| 1980    | Fons De Wolf                                   | Alfredo Chinetti                               | Ludo Peeters                                   |
| 1981    | Hennie Kuiper                                  | Moreno Argentin                                | Alfredo Chinetti                               |
| 1982    | Giuseppe Saronni                               | Pascal Jules                                   | Francesco Moser                                |
| 1983    | Sean Kelly                                     | Greg LeMond                                    | Adrie van der Poel                             |
| 1984    | Bernard Hinault                                | Ludo Peeters                                   | Teun van Vliet                                 |
| 1985    | Sean Kelly                                     | Adrie van der Poel                             | Charly Mottet                                  |
| 1986    | Gianbattista Baronchelli                       | Sean Kelly                                     | Phil Anderson                                  |
| 1987    | Moreno Argentin                                | Eric Van Lancker                               | Marc Madiot                                    |
| 1988    | Charly Mottet                                  | Gianni Bugno                                   | Marino Lejarreta                               |
| 1989    | Tony Rominger                                  | Gilles Delion                                  | Luc Roosen                                     |
| 1990    | Gilles Delion                                  | Pascal Richard                                 | Charly Mottet                                  |
| 1991    | Sean Kelly                                     | Martial Gayant                                 | Franco Ballerini                               |
| 1992    | Tony Rominger                                  | Claudio Chiappucci                             | Davide Cassani                                 |
| 1993    | Pascal Richard                                 | Giorgio Furlan                                 | Maximilian Sciandri                            |
| 1994    | Vladislav Bobrik                               | Claudio Chiappucci                             | Pascal Richard                                 |
| 1995    | Gianni Faresin                                 | Daniele Nardello                               | Michele Bartoli                                |
| 1996    | Andrea Tafi                                    | Fabian Jeker                                   | Axel Merckx                                    |
| 1997    | Laurent Jalabert                               | Paolo Lanfranchi                               | Francesco Casagrande                           |
| 1998    | Oscar Camenzind                                | Michael Boogerd                                | Felice Puttini                                 |
| 1999    | Mirko Celestino                                | Danilo Di Luca                                 | Eddy Mazzoleni                                 |
| 2000    | Raimondas Rumšas                               | Francesco Casagrande                           | Niklas Axelsson                                |
| 2001    | Danilo Di Luca                                 | Giuliano Figueras                              | Michael Boogerd                                |
| 2002    | Michele Bartoli                                | Davide Rebellin                                | Oscar Camenzind                                |
| 2003    | Michele Bartoli                                | Angelo Lopeboselli                             | Dario Frigo                                    |
| 2004    | Damiano Cunego                                 | Michael Boogerd                                | Ivan Basso                                     |
| 2005    | Paolo Bettini                                  | Gilberto Simoni                                | Fränk Schleck                                  |
| 2006    | Paolo Bettini                                  | Samuel Sánchez                                 | Fabian Wegmann                                 |
| 2007    | Damiano Cunego                                 | Riccardo Riccò                                 | Samuel Sánchez                                 |
| 2008    | Damiano Cunego                                 | Janez Brajkovič                                | Rigoberto Urán                                 |
| 2009    | Philippe Gilbert                               | Samuel Sánchez                                 | Alexandr Kolobnev                              |
| 2010    | Philippe Gilbert                               | Michele Scarponi                               | Pablo Lastras                                  |
| 2011    | Oliver Zaugg                                   | Dan Martin                                     | Joaquim Rodríguez                              |
| 2012    | Joaquim Rodríguez                              | Samuel Sánchez                                 | Rigoberto Urán                                 |
| 2013    | Joaquim Rodríguez                              | Alejandro Valverde                             | Rafał Majka                                    |
| 2014    | Dan Martin                                     | Alejandro Valverde                             | Rui Costa                                      |
| 2015    | Vincenzo Nibali                                | Daniel Moreno                                  | Thibaut Pinot                                  |
| 2016    | Esteban Chaves                                 | Diego Rosa                                     | Rigoberto Urán                                 |
| 2017    | Vincenzo Nibali                                | Julian Alaphilippe                             | Gianni Moscon                                  |
| 2018    | Thibaut Pinot                                  | Vincenzo Nibali                                | Dylan Teuns                                    |
| 2019    | Bauke Mollema                                  | Alejandro Valverde                             | Egan Bernal                                    |
| 2020    | Jakob Fuglsang                                 | George Bennett                                 | Aleksandr Vlasov                               |
| 2021    | Tadej Pogačar                                  | Fausto Masnada                                 | Adam Yates                                     |
| 2022    | Tadej Pogačar                                  | Enric Mas                                      | Mikel Landa                                    |
| 2023    | Tadej Pogačar                                  | Andrea Bagioli                                 | Primož Roglič                                  |
| 2024    | Tadej Pogačar                                  | Remco Evenepoel                                | Giulio Ciccone                                 |
| 2025    |                                                |                                                |                                                |

## Statistiques et records

### Vainqueurs multiples
| Victoires | Coureur                  | Nationalité | Années                         |
| --------- | ------------------------ | ----------- | ------------------------------ |
| 5         | Fausto Coppi             | Italie      | 1946, 1947, 1948, 1949 et 1954 |
| 4         | Alfredo Binda            | Italie      | 1925, 1926, 1927 et 1931       |
| 4         | Tadej Pogačar            | Slovénie    | 2021, 2022, 2023 et 2024       |
| 3         | Henri Pélissier          | France      | 1911, 1913 et 1920             |
| 3         | Costante Girardengo      | Italie      | 1919, 1921 et 1922             |
| 3         | Gaetano Belloni          | Italie      | 1915, 1918 et 1928             |
| 3         | Gino Bartali             | Italie      | 1936, 1939 et 1940             |
| 3         | Sean Kelly               | Irlande     | 1983, 1985 et 1991             |
| 3         | Damiano Cunego           | Italie      | 2004, 2007 et 2008             |
| 2         | Giovanni Brunero         | Italie      | 1923 et 1924                   |
| 2         | Aldo Bini                | Italie      | 1937 et 1942                   |
| 2         | Mario Ricci              | Italie      | 1941 et 1945                   |
| 2         | Jo de Roo                | Pays-Bas    | 1962 et 1963                   |
| 2         | Franco Bitossi           | Italie      | 1967 et 1970                   |
| 2         | Eddy Merckx              | Belgique    | 1971 et 1972                   |
| 2         | Felice Gimondi           | Italie      | 1966 et 1973                   |
| 2         | Roger De Vlaeminck       | Belgique    | 1974 et 1976                   |
| 2         | Francesco Moser          | Italie      | 1975 et 1978                   |
| 2         | Bernard Hinault          | France      | 1979 et 1984                   |
| 2         | Gianbattista Baronchelli | Italie      | 1977 et 1986                   |
| 2         | Tony Rominger            | Suisse      | 1989 et 1992                   |
| 2         | Michele Bartoli          | Italie      | 2002 et 2003                   |
| 2         | Paolo Bettini            | Italie      | 2005 et 2006                   |
| 2         | Philippe Gilbert         | Belgique    | 2009 et 2010                   |
| 2         | Joaquim Rodríguez        | Espagne     | 2012 et 2013                   |
| 2         | Vincenzo Nibali          | Italie      | 2015 et 2017                   |

### Victoire par pays
| #  | Pays        | Victoires |
| -- | ----------- | --------- |
| 1. | Italie      | 69        |
| 2. | Belgique    | 12        |
| 2. | France      | 12        |
| 4. | Suisse      | 5         |
| 5. | Irlande     | 4         |
| 5. | Pays-Bas    | 4         |
| 5. | Slovénie    | 4         |
| 8. | Espagne     | 2         |
| 9. | Colombie    | 1         |
| 9. | Danemark    | 1         |
| 9. | Lituanie    | 1         |
| 9. | Luxembourg  | 1         |
| 9. | Royaume-Uni | 1         |
| 9. | Russie      | 1         |

## Triptyque d'automne
Le « Trittico di Autunno » (Triptyque d'automne) est le nom officieux donné aux trois classiques italiennes qui se tiennent dans les régions de la Lombardie et du Piémont dans le nord de l'Italie, au début du mois d'octobre, à savoir : Milan-Turin, le Tour du Piémont et le Tour de Lombardie. Les trois courses, bien que désormais toutes organisées par RCS Sport, ne sont pas officiellement liées, contrairement par exemple au Trittico Lombardo (Triptyque Lombard) qui précède de quelques jours ces classiques, et au terme duquel un prix est généralement attribué au coureur qui a obtenu les meilleurs résultats dans les trois courses de l'épreuve.
Le Triptyque d'automne se déroule dans un délai de quatre jours, la semaine suivant le championnat du monde. Milan-Turin a lieu le jeudi après le mondial, le Tour du Piémont le vendredi et le Tour de Lombardie est la course de clôture le dimanche. Le Tour de Lombardie est l'apogée, la course la plus difficile et sans équivoque la plus importante de ce trio officieux.
Les trois courses ont une histoire riche, remontant à plus d'un siècle. Milan-Turin, avec sa première course en 1876, est la plus ancienne classique au monde, trois décennies plus âgées que le Tour de Lombardie. Jusqu'en 1986, puis de 2005 à 2007, Milan-Turin est organisée au printemps. Depuis 1987, les trois courses se déroulent à l'automne, initialement mi-octobre et depuis 2012 deux semaines plus tôt. Milan-Turin et le Tour du Piémont ont tous deux souffert de problèmes de continuité dans le passé, mais sont de retour sur le calendrier en 2015[réf. souhaitée]. Pour de nombreux coureurs, en particulier italiens, Milan-Turin et le Tour du Piémont (tous deux longues de 200 kilomètres) sont les courses références pour préparer le Tour de Lombardie.

## Performances notables

### Doublé avec Milan-San Remo
Le Tour de Lombardie est l'un des cinq monuments du cyclisme, l'un des deux monuments italiens avec Milan-San Remo. Milan-San Remo, surnommé la « Primavera » a lieu au printemps et est considérée comme une course de sprinteurs, tandis que le Tour de Lombardie a lieu à l'automne et est considérée comme une course de grimpeurs. Au total, 21 coureurs ont remporté les deux courses au moins une fois dans leur carrière. Le dernier en date est Vincenzo Nibali vainqueur de Milan-San Remo en 2018 après ses succès sur le Tour de Lombardie en 2015 et 2017.
Gagner Milan-San Remo et le Tour de Lombardie la même année est considéré comme le Saint Graal dans le cyclisme italien. La performance est surnommée par la presse italienne comme « La Doppietta » (Le Doublé). Sept coureurs ont réalisé cet exploit pour un total de dix reprises. Fausto Coppi l'a fait trois fois de suite, Eddy Merckx est le dernier coureur à l'avoir réalisé.
- 1921 :  Costante Girardengo
- 1930 :  Michele Mara
- 1931 :  Alfredo Binda
- 1939 :  Gino Bartali
- 1940 :  Gino Bartali
- 1946 :  Fausto Coppi
- 1948 :  Fausto Coppi
- 1949 :  Fausto Coppi
- 1951 :  Louison Bobet
- 1971 :  Eddy Merckx
- 1972 :  Eddy Merckx

Encore plus rare est la combinaison de remporter les trois grandes courses cyclistes italiennes la même année, à savoir dans l'ordre Milan-San Remo, le Tour d'Italie et le Tour de Lombardie. Ce triplé italien s'est produit deux fois :
- 1949 :  Fausto Coppi
- 1972 :  Eddy Merckx

### Doublé avec Paris-Tours
Les deux Classiques des feuilles mortes se déroulent généralement à une semaine d'intervalle, mais le doublé Paris-Tours et Tour de Lombardie reste rare dans l'histoire, car les profils de ces deux courses sont radicalement différents. Seuls trois coureurs ont réalisé ce doublé : Rik Van Looy en 1959, Jo de Roo en 1962 et 1963, et Philippe Gilbert en 2009. Philippe Thys a lui aussi gagné les deux courses la même année (en 1917), mais à l'époque Paris-Tours se court au printemps.